# La Perrière, Orne
La Perrière là một xã thuộc tỉnh Orne trong vùng Normandie tây bắc nước Pháp. Xã này nằm ở khu vực có độ cao trung bình 227 mét trên mực nước biển.